# Statua di Rocky di Žitište

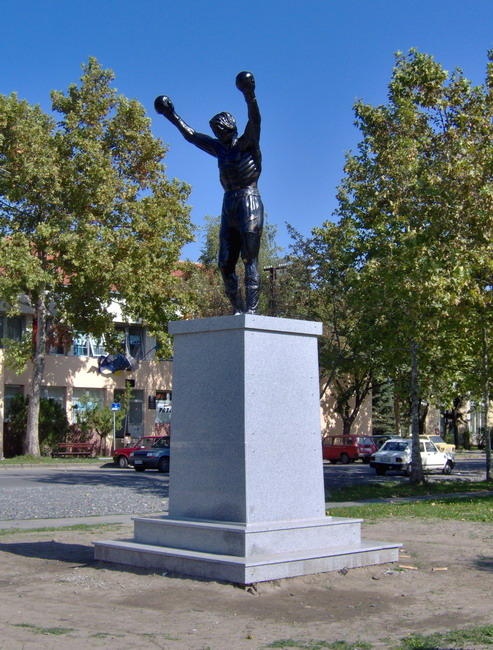
La statua di Rocky a Žitište

La statua di Rocky di Žitište, in Serbia, è una delle immagini più iconiche della città. Situata nel centro della città, la statua di Rocky Balboa, dell'artista croato Boris Staparac, è stata eretta nel 2007. Il regista canadese Barry Avrich ha realizzato il film documentario Amerika Idol, che descrive gli eventi che hanno preceduto la creazione della statua, nonché la cerimonia della sua installazione. Nel film è presente anche Sylvester Stallone, che ha interpretato il personaggio di Rocky in otto film, e A. Thomas Schomberg, che ha realizzato la famosa statua di Rocky a Filadelfia.
Nel 2011 la guida Lonely Planet ha incluso il monumento a Rocky Balboa di Žitište nella sua lista dei "10 monumenti più bizzarri della Terra", insieme alla statua equestre del duca di Wellington di Glasgow (Scozia) e alla Cattedrale dei Santi Pietro e Paolo di Washington (Stati Uniti d'America).